# Here I Am (Monica-låt)
"Here I Am" är en sång av den amerikanska R&B-sångerskan Monica, producerad av Polow da Don för sångerskans sjätte studioalbum Still Standing (2010). 
I september, 2010 bekräftades en remix av sången med sångaren Trey Songz som skivans tredje singel. Albumversionen har sedan tidigare nått kommersiella framgångar då den tagit sig in på USA:s R&B-lista trots att den ännu inte har haft någon singelrelease. 

## Listor
| Lista (2010)                                | Topp position |
| ------------------------------------------- | ------------- |
| Amerikanska Billboard Hot R&B/Hip-Hop Songs | 83            |